# Talsperre Paradela
Die Talsperre Paradela (portugiesisch Barragem da Paradela) liegt in der Region Nord Portugals im Distrikt Vila Real. Sie staut den Cávado zu einem Stausee (port. Albufeira de Paradela) auf. Flussabwärts von ihr befindet sich die Talsperre Salamonde, südlich liegt die Talsperre Venda Nova und südöstlich die Talsperre Alto Rabagão. Ungefähr acht Kilometer südlich der Talsperre Paradela befindet sich die Gemeinde Vila da Ponte.
Die Talsperre wurde 1956 (bzw. 1958) fertiggestellt. Sie dient neben der Stromerzeugung auch dem Hochwasserschutz. Die Talsperre ist im Besitz der Companhia Portuguesa de Produção de Electricidade (CPPE).

## Absperrbauwerk
Das Absperrbauwerk ist ein CFR-Damm (bzw. Trockenbruchsteinmauerwerksdamm) mit einer Höhe von 112 m über der Gründungssohle (110 m über dem Flussbett). Die Dammkrone liegt auf einer Höhe von 743,5 m über dem Meeresspiegel. Die Länge der Dammkrone beträgt 540 m. Das Volumen des Bauwerks beträgt 2,7 Mio. m³.
Der Staudamm verfügt sowohl über einen Grundablass als auch über eine Hochwasserentlastung, die sich auf der linken Seite des Staudamms befindet. Über den Grundablass können maximal 65 m³/s abgeführt werden, über die Hochwasserentlastung maximal 683 m³/s.

## Stausee
Beim normalen Stauziel von 740 m (maximal 741,6 m bei Hochwasser) erstreckt sich der Stausee über eine Fläche von rund 3,8 km² und fasst 164,4 Mio. m³ Wasser – davon können 159 (bzw. 158,2) Mio. m³ zur Stromerzeugung genutzt werden. Mit den nutzbaren 158,2 Mio. m³ Wasser können 222,5 Mio. kWh erzeugt werden.

## Kraftwerk Vila Nova
Im Kraftwerk Vila Nova befinden sich sowohl die 3 Maschinen, die von der Talsperre Venda Nova mit Wasser versorgt werden als auch die Maschine, die von der Talsperre Paradela versorgt wird.

### Kraftwerk Venda Nova I
Das Kraftwerk Venda Nova I ist mit einer installierten Leistung von 90 MW eines der mittelgroßen Wasserkraftwerke in Portugal. Die durchschnittliche Jahreserzeugung liegt bei 383,9 Mio. kWh.

### Kraftwerk Paradela
Das Kraftwerk Paradela ist mit einer installierten Leistung von 54 MW eines der kleineren Wasserkraftwerke Portugals. Die durchschnittliche Jahreserzeugung liegt bei 253 (bzw. 254 oder 256,7) Mio. kWh.
Laut Global Energy Observatory wurden 1956 zwei Maschinen mit jeweils maximal 27 MW Leistung in Betrieb genommen, die sich in einem unterirdischen Maschinenhaus befinden. Gemäß EDP gibt es aber nur eine Francis-Turbine mit vertikaler Welle, die maximal 55,97 (bzw. 54) MW leistet. Der zugehörige Generator leistet 60 MVA. Die Nenndrehzahl der Turbine liegt bei 600/min. Die Nennspannung des Generators beträgt 10,25 kV.
Die minimale Fallhöhe beträgt 387,5 m, die maximale 463,5 m. Der maximale Durchfluss liegt bei 16,4 m³/s.
Das Kraftwerk ist im Besitz der CPPE, wird aber von EDP betrieben.

## Kraftwerk Paradela II
EDP hat mit Planungen begonnen, um ein Pumpspeicherkraftwerk mit einer Leistung von 318 MW zu errichten. Die Kosten würden bei 265 bis 275 Mio. € liegen. Die durchschnittliche Jahreserzeugung würde 616 Mio. kWh betragen.